# 주간고속도로 제24호선
주간고속도로 제24호선(영어: Interstate 24, I-24)은 미국 중부 일리노이주 펄리즈밀(Pulleys Mill)과 중부 테네시주 채터누가(Chattanooga)를 잇는 총 연장 509.13km의 고속도로이다. 24호선은 조지아주의 애틀란타, 테네시주의 내슈빌과 미주리주의 세인트루이스, 일리노이주의 시카고를 직통으로 연결하는 고속도로로 통행량이 매우 높다.